# Тархнишвили, Важа Эдуардович
Ва́жа Эдуа́рдович (Едвардович) Тархнишви́ли (груз. ვაჟა ედუარდის ძე თარხნიშვილი; 25 августа 1971, Гори, Грузинская ССР, СССР) — грузинский футболист, завершивший игровую карьеру, выступал на позиции защитника, многолетний капитан и легенда тираспольского клуба «Шериф», до осени 2024 года занимал должность генерального директора команды.

## Карьера

### Клубная
Свою футбольную карьеру Тархнишвили начал в 1990 году, выступая за клуб «Арагви» из города Душети. За команду Важа так и не сыграл ни одного матча, в этом же году Тархнишвили перешёл в «Картли», где забил один гол и отыграл 14 матчей. С 1991 года Тархнишвили сыграл семь сезонов за команду «Дила» родного города Гори. С 1998 по 1999 год выступал за грузинский футбольный клуб «Локомотив» Тбилиси. В начале 1999 года Важа Тархнишвили приехал в тираспольский клуб «Шериф», в котором ему доверили капитанскую повязку. Уже в мае был завоеван первый Кубок Молдавии, и началась череда побед в национальных турнирах, а также завоевание двух Кубков Содружества. С именем этого футболиста связаны абсолютно все достижения «Шерифа»: их наградные списки были совершенно идентичны, по состоянию на 2012 год. Тархнишвили стал настоящим символом команды и самым титулованным футболистом молдавского чемпионата. В 2011 году провёл 500-й матч во всех турнирах за «Шериф».
24 марта 2005 года получил гражданство ПМР.

### Сборная
Провел два матча за национальную сборную Грузии.

### Функционер
В 2012 году Тархнишвили закончил карьеру футболиста и занял должность спортивного директора футбольного клуба «Шериф». В декабре 2014 года был назначен генеральным директором приднестровской команды. Осенью 2024 года покинул должность генерального директора.

## Достижения

### Командные
- Чемпион Молдавии (11): 2001, 2002, 2003, 2004, 2005, 2006, 2007, 2008, 2009, 2010, 2012
- Обладатель Кубка Молдавии (7): 1999, 2001, 2002, 2006, 2008, 2009, 2010
- Обладатель Суперкубка Молдавии (4): 2003, 2004, 2005, 2007
- Обладатель Кубка чемпионов Содружества (2): 2003, 2009

### Личные
- Лучший защитник чемпионата Молдавии (5): 2002, 2006, 2007, 2009, 2011

### Государственные награды
- Орден «За заслуги» II степени (30 декабря 2021 года, ПМР) — за большой вклад в развитие футбола, высокие спортивные достижения, волю к победе, стойкость и целеустремлённость, проявленные в самом престижном клубном турнире мира — Лиге чемпионов УЕФА, и в связи с 25-летием со дня образования закрытого акционерного общества «Спортивный клуб «Шериф»[14]

## Интересные факты

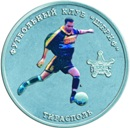
Монета из серии «Спорт Приднестровья»

- В 2012 году капитана тираспольского «Шерифа» на официальным сайтом УЕФА назвали одним из главных долгожителей современного футбола.[15]
- По решению руководства футбольного клуба «Шериф» 5 игровой номер, под которым 14 лет в тираспольском клубе выступал Важа, был изъят из обращения и навсегда закреплен за спортсменом.[16]
- В 2003 году Приднестровским Республиканским Банком была введена в обращение памятная монета из серии «Спорт Приднестровья» — Футбольный клуб «Шериф», выпуск которой был приурочен к победе команды в Кубке чемпионов Содружества. Монета изготовлена из серебра 925 пробы, выпущена тиражом в 500 штук. По центру реверса монеты в форме «Шерифа» изображен капитан команды того времени Важа Тархнишвили, наносящий удар по мячу, правее изображена эмблема клуба[17][18].